# Franz und Paul von Schönthan

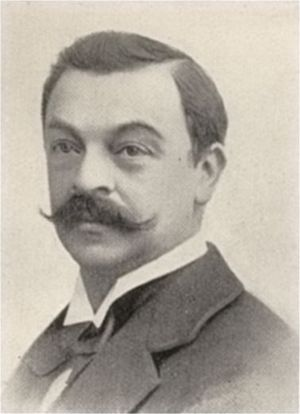
Paul von Schönthan

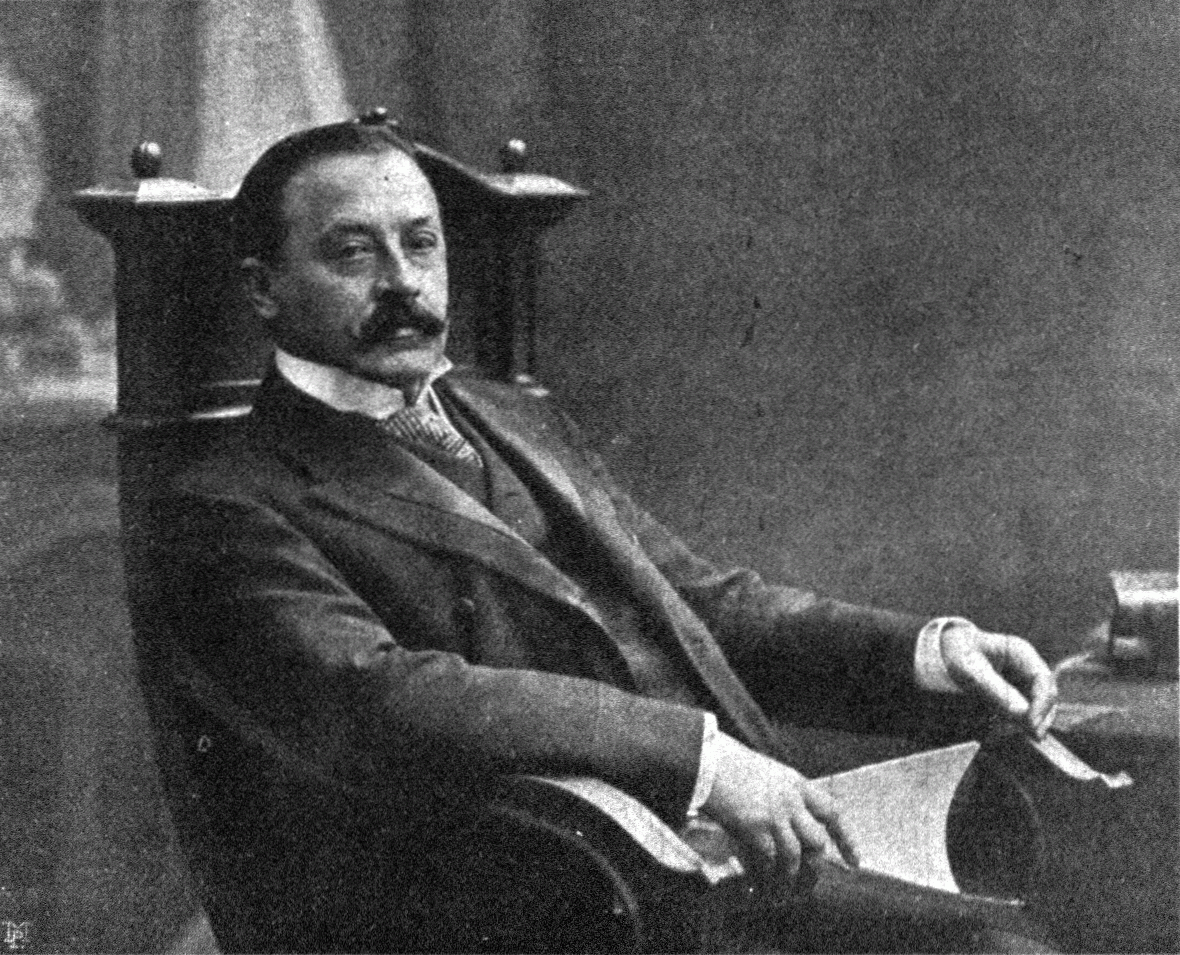
Franz von Schönthan

Franz und Paul von Schönthan waren zwei österreichische Brüder, die als Schriftsteller, Theaterregisseure und Journalisten arbeiteten. Sie stammen aus der Familie der Edlen von Pernwaldt.
Sie schrieben vor allem mit dem gemeinsam verfassten Schwank Der Raub der Sabinerinnen aus dem Jahr 1884 Theatergeschichte. Franz von Schönthan und Paul von Schönthan waren auch unabhängig voneinander als Schriftsteller tätig.

## Werk
Gemeinsam verfassten sie mehrere Lustspiele, unter denen Der Raub der Sabinerinnen von 1884 ein Klassiker wurde. Die dramatischen Werke der Brüder an sich gelten der Theaterwissenschaft als „Klamotten“ in der Nachfolge August von Kotzebues. Hervorgehoben wird die Fähigkeit der beiden, aus jedweder Alltagssituation das komische Element herausarbeiten zu können. Darin sind sie Vorläufer der modernen Boulevardkomödie.
Zu ihrem weiteren gemeinsamen Werk gehören auch eine Anzahl von Humoresken. Eine zu Lebzeiten ausgegebene Buchausgabe dieser Stücke umfasste sieben Bände.
1885 spielte Franz von Schönthan in Der Raub der Sabinerinnen die Hauptrolle des Schmierentheaterdirektors Striese. Die Rolle hatten die Brüder auch nach ihrem eigenen Vorbild gestaltet.

## Werke
- Der Raub der Sabinerinnen, 1884
- Kleine Humoresken, 7 Bände